# Babington, England
Babington är en by i civil parish Kilmersdon, i enhetskommunen Somerset, i grevskapet Somerset, i England. Byn är belägen 8 km från Frome. Babington var en civil parish fram till 1949 när blev den en del av Kilmersdon och Coleford. Civil parish hade 248 invånare år 1931. Byar nämndes i Domedagsboken (Domesday Book) år 1086, och kallades då Babingtone.